# Szász Zsombor
ilenczfalvi Szász Zsombor (Kolozsvár, 1871. november 24. – Budapest, 1945. január 27.) jogász, ügyvéd, politikus, jogi író, kisebbségi kutató, országgyűlési képviselő.

## Életpályája
Egyetemi tanulmányait Kolozsváron végezte el. Ügyvédi vizsgáját Marosvásárhelyen tette le. 1898-ban külföldre ment; Párizsban, Londonban, Rómában és a skandináv államokban élt. 1905–1910 között országgyűlési képviselő volt. 1919–1922 között a békeelőkészítő bizottságban és a menekültügyi hivatalnál dolgozott. 1922–1925 között Londonban élt diplomáciai megbízatással.
Cikkeket, regényeket fordított, főleg svédből, közjogi tanulmányokat írt. A Magyar Szemle cikkírója volt, vagyis a nacionalizmus konzervatívabb változatát képviselte.

## Családja
Szülei Szász Gerő (1831–1904) református pap és Pap Anna (1845–1872) voltak. 1898-ban feleségül vette Brandt József (1839–1912) orvos lányát, Brandt Elzát.

## Művei
- A norvég és svéd államkapcsolat története, kezdettől napjainkig (Kolozsvár, 1901)
- Norvég democratia (Kolozsvár, 1902)
- The Minorities in Roumanian Transsylvania (Budapest, 1927; magyarul: Erdély Romániában)
- Zum Problem des Minderheitenschutzes (Budapest, 1929)
- Die Entstehnung Grossrumaniens (1940)